# Rhinoptera
Rhinoptera Cuvier, 1829 è un genere di pesci cartilaginei della famiglia Myliobatidae, unico genere della sottofamiglia Rhinopterinae.

## Tassonomia
Il genere comprende le seguenti specie:
- Rhinoptera adspersa Müller & Henle, 1841
- Rhinoptera bonasus (Mitchill, 1815)
- Rhinoptera brasiliensis Müller, 1836
- Rhinoptera javanica Müller & Henle, 1841
- Rhinoptera jayakari Boulenger, 1895
- Rhinoptera marginata (Geoffroy Saint-Hilaire, 1817)
- Rhinoptera neglecta Ogilby, 1912
- Rhinoptera steindachneri Evermann & Jenkins, 1891